# Xendi
Xendi[a] é um dos seis distritos do estado de Rio Nilo, no Sudão.